# Knähammar
Knähammar är en ort i Skredsviks socken i Uddevalla kommun i Bohuslän. Orten klassades som småort av SCB mellan 2000 och 2010 och åter 2020.